# Бартоломей Домбровський
Бартоломей Домбровський (пол. Bartłomiej Dąbrowski; нар. 20 серпня 1972) — колишній польський тенісист.
Найвищу одиночну позицію світового рейтингу — 211 місце досяг 17 липня 1995, парну — 295 місце — 8 березня 2004 року.

## Титули на челленджерах

### Парний розряд: (2)
| Ранг | Рік  | Турнір                 | Покриття | Партнер            | Суперники                    | Рахунок        |
| ---- | ---- | ---------------------- | -------- | ------------------ | ---------------------------- | -------------- |
| 1.   | 1999 | Сопот (Польща), Польща | Ґрунт    | Міхал Ґавловський  | Даніель Фіала Їржі Гоблер    | 6–4, 3–6, 6–3  |
| 2.   | 2001 | Сопот (Польща), Польща | Ґрунт    | Марцин Матковський | Оскар Ернандес Дмитро Власов | 6–72, 6–4, 6–3 |